# Анталия (вилает)
Анталия (на турски: Antalya) е вилает в Югозападна Турция на средиземноморският бряг. Административен център на вилаета е едноименния град Анталия. Вилает Анталия е с население от 2 070 663 жители (приб. оценка 2006 г.) и обща площ от 20 723 кв.км. Разделен е на 15 общини.

## Население
Численост на населението според преброяванията през годините:
| Година | Численост |
| 1990   | 1 132 211 |
| 2000   | 1 719 751 |
| 2011   | 2 035 563 |